# 艾哈迈德讷格尔
艾哈迈德讷格尔是印度马哈拉施特拉邦的一座城市。

## 人口
该地2001年总人口39941人，其中男性25195人，女性14746人；0—6岁人口3844人，其中男2063人，女1781人；识字率84.01%，其中男性为89.86%，女性为74.02%。